# Изола Бела (Латина)
Изола Бела је насеље у Италији у округу Латина, региону Лацио.
Према процени из 2011. у насељу је живело 227 становника. Насеље се налази на надморској висини од 50 м.